# Euphyia terminisecta
Euphyia terminisecta är en fjärilsart som beskrevs av Paul Dognin 1914. Euphyia terminisecta ingår i släktet Euphyia och familjen mätare. Inga underarter finns listade i Catalogue of Life.